# Branges (Aisne)
Pour les articles homonymes, voir Branges (homonymie).
Branges est une localité de la commune d'Arcy-Sainte-Restitue et une ancienne commune française, située dans le département de l'Aisne en région Hauts-de-France.
Ce n'est qu'en 1973 qu'elle perd le statut de commune, et devient un hameau de la commune de Arcy-Sainte-Restitue et une ancienne commune de l'Aisne, située dans le canton d'Oulchy-le-Château. En tant que commune, elle a existé de la fin du XVIIIe siècle à 1973.

## Géographie
Branges est un petit village situé entre Braine et Fère-en-Tardenois sur un axe Nord-Sud, et entre Oulchy-Le-Chateau et Fismes sur un axe Ouest-Est.
L'ensemble de son territoire se trouve au centre d'une petite vallée au centre d'une plaine agricole. Ce dernier est encore majoritairement constitué d'un petit marais, sur lequel, et autour duquel, une petite forêt est présente. Cet endroit est communément nommé « La Garenne ». La commune avait une superficie de 6,96 km2.

## Toponymie
Étymologie :  L'origine de ce nom germain provient de l'agglutination du nom d'une personne francique "bero" et du suffixe "ing" qui se traduit par : la terre de bero - l'ours.[réf. nécessaire]

## Histoire
La commune de Branges a été créée lors de la Révolution française. Elle est supprimée, le 1er janvier 1973, à la suite d'un arrêté préfectoral du 21 décembre 1972. Son territoire est alors rattaché à la commune voisine de Arcy-Sainte-Restitue par le même arrêté.
Contrairement au sens du terme hameau, Branges ayant été avant tout un village disposant encore aujourd'hui d'une église au centre du village, ainsi que face à elle, les ruines du château de Branges, sur lesquelles est désormais présent un corps de ferme. Ce qui prouve bien qu'avant d'être réduit à être un hameau, Branges fut réellement une commune.

## Administration
Jusqu'à sa suppression en 1973, la commune faisait partie du canton d'Oulchy-le-Château dans le département de l'Aisne. Elle portait le code commune 02113. Elle appartenait aussi à l'arrondissement de Soissons depuis 1801 et au district de Soissons entre 1790 et 1795. La liste des maires de Branges est :
| Période                                  | Période    | Identité | Étiquette | Qualité |
| ---------------------------------------- | ---------- | -------- | --------- | ------- |
|                                          |            |          |           |         |
| Les données manquantes sont à compléter. |            |          |           |         |
| avant 1874                               | après 1875 | Fournier |           |         |

## Démographie
Jusqu'en 1973, la démographie de Branges était :
| 1793 | 1800 | 1806 | 1821 | 1831 | 1836 | 1841 | 1846 | 1851 |
| ---- | ---- | ---- | ---- | ---- | ---- | ---- | ---- | ---- |
| 76   | 99   | 91   | 91   | 76   | 108  | 151  | 146  | 127  |

| 1856 | 1861 | 1866 | 1872 | 1876 | 1881 | 1886 | 1891 | 1896 |
| ---- | ---- | ---- | ---- | ---- | ---- | ---- | ---- | ---- |
| 141  | 139  | 158  | 134  | 142  | 146  | 132  | 128  | 105  |

| 1901 | 1906 | 1911 | 1921 | 1926 | 1931 | 1936 | 1946 | 1954 |
| ---- | ---- | ---- | ---- | ---- | ---- | ---- | ---- | ---- |
| 106  | 123  | 146  | 81   | 127  | 108  | 113  | 131  | 138  |

| 1962 | 1968 | - | - | - | - | - | - | - |
| ---- | ---- | - | - | - | - | - | - | - |
| 122  | 110  | - | - | - | - | - | - | - |